# Bottiglia di Klein

Immersione della bottiglia di Klein in

In matematica, la bottiglia di Klein (detta anche otre di Klein) è una superficie non-orientabile, cioè una superficie per la quale non c'è distinzione fra "interno" ed "esterno". La bottiglia di Klein è stata descritta per la prima volta nel 1882 dal matematico tedesco Felix Klein. È strettamente correlata al nastro di Möbius e alle immersioni del piano proiettivo reale come la superficie di Boy.

## Descrizione informale

### La bottiglia
Si immagini una bottiglia con un buco sul fondo. Ora si estenda il collo della bottiglia, curvandolo su sé stesso, fino a inserirlo lateralmente all'interno di questa. Questa operazione richiede nello spazio tridimensionale che il collo perfori la parete della bottiglia: effettuata però nello spazio euclideo quadridimensionale {\displaystyle \mathbb {R} ^{4}}, l'operazione può essere fatta senza toccare la parete. Infine, si colleghi il collo con il buco in fondo.
Diversamente da un bicchiere, questo oggetto non ha "bordi" dove la superficie termina bruscamente. 
Il nome Bottiglia di Klein pare essere nato da una traduzione errata del termine tedesco Fläche che significa superficie. Questo è stato confuso con la parola Flasche che significa bottiglia. Ciò nonostante, il nome è considerato corretto anche in tedesco.

### Il quadrato
La costruzione appena abbozzata può essere resa più rigorosa dal punto di vista geometrico, con le tecniche della topologia. La bottiglia di Klein è lo spazio topologico ottenuto identificando i bordi opposti del quadrato mostrato in figura, secondo l'orientamento data dalle frecce.
Incollando i lati secondo le due frecce rosse, si ottiene la superficie verticale di un cilindro. I lati rimanenti sono a questo punto diventati due circonferenze, che vanno identificate lungo le frecce blu. Il risultato è una bottiglia di Klein.
Dal punto di vista topologico, non è necessario effettuare manualmente tutte le identificazioni per definire o studiare la bottiglia di Klein: questa è effettivamente ben definita dalla descrizione iniziale, quella di un quadrato con una certa legge di identificazione. In topologia si dice che la bottiglia di Klein è lo spazio quoziente del quadrato, rispetto a una certa relazione d'equivalenza.
Come molti altri spazi topologici, la bottiglia di Klein {\displaystyle K} non è visualizzabile completamente come un sottoinsieme dello spazio tridimensionale: la descrizione data fornisce un'immersione nello spazio, cioè una funzione continua
{\displaystyle f\colon K\to \mathbb {R} ^{3}}
a valori nello spazio euclideo {\displaystyle \mathbb {R} ^{3}}, che è localmente iniettiva, ma non globalmente: due circonferenze distinte presenti in {\displaystyle K} andranno infatti a sovrapporsi nell'immagine.

## Proprietà

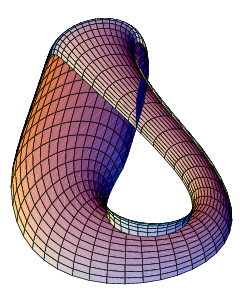
Dividendo la bottiglia di Klein si ottiene un nastro di Möbius

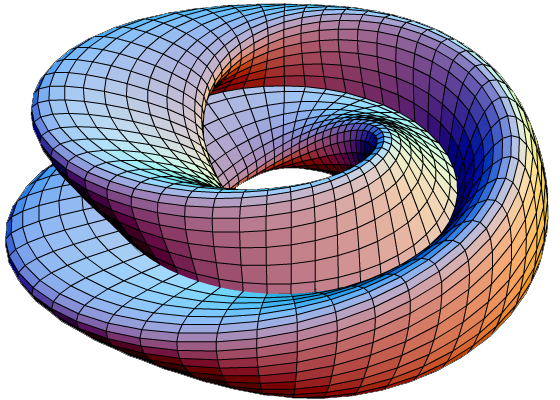
L'immersione a "figura 8" della bottiglia di Klein

Come il nastro di Möbius, la bottiglia di Klein è una varietà differenziabile bidimensionale non orientabile. Diversamente dal nastro di Möbius, la bottiglia di Klein è una varietà chiusa, vale a dire che è una varietà compatta senza bordo. Mentre il nastro di Möbius può essere rappresentato all'interno dello spazio euclideo tridimensionale {\displaystyle \mathbb {R} ^{3}}, la bottiglia di Klein non può (e infatti nelle rappresentazioni grafiche tridimensionali la superficie è costretta ad autointersecarsi da qualche parte) ma può essere rappresentata nello spazio euclideo quadridimensionale {\displaystyle \mathbb {R} ^{4}}.
La bottiglia di Klein può essere costruita (in senso matematico) "incollando" i margini di due nastri di Möbius. Se una bottiglia di Klein è divisa in due lungo il suo piano di simmetria, il risultato è un nastro di Möbius, raffigurato a destra. Si tenga presente che l'intersezione raffigurata non esiste veramente. Infatti è possibile tagliare la bottiglia di Klein in un singolo nastro di Möbius.
La bottiglia di Klein ha caratteristica di Eulero uguale a 0.
La bottiglia di Klein è l'unica eccezione alla congettura di Heawood, una generalizzazione del teorema dei quattro colori. In particolare, sono sufficienti sei colori (e non sette) per colorare una qualunque bottiglia di Klein, facendo in modo che a superfici adiacenti non venga assegnato lo stesso colore.

## Parametrizzazione

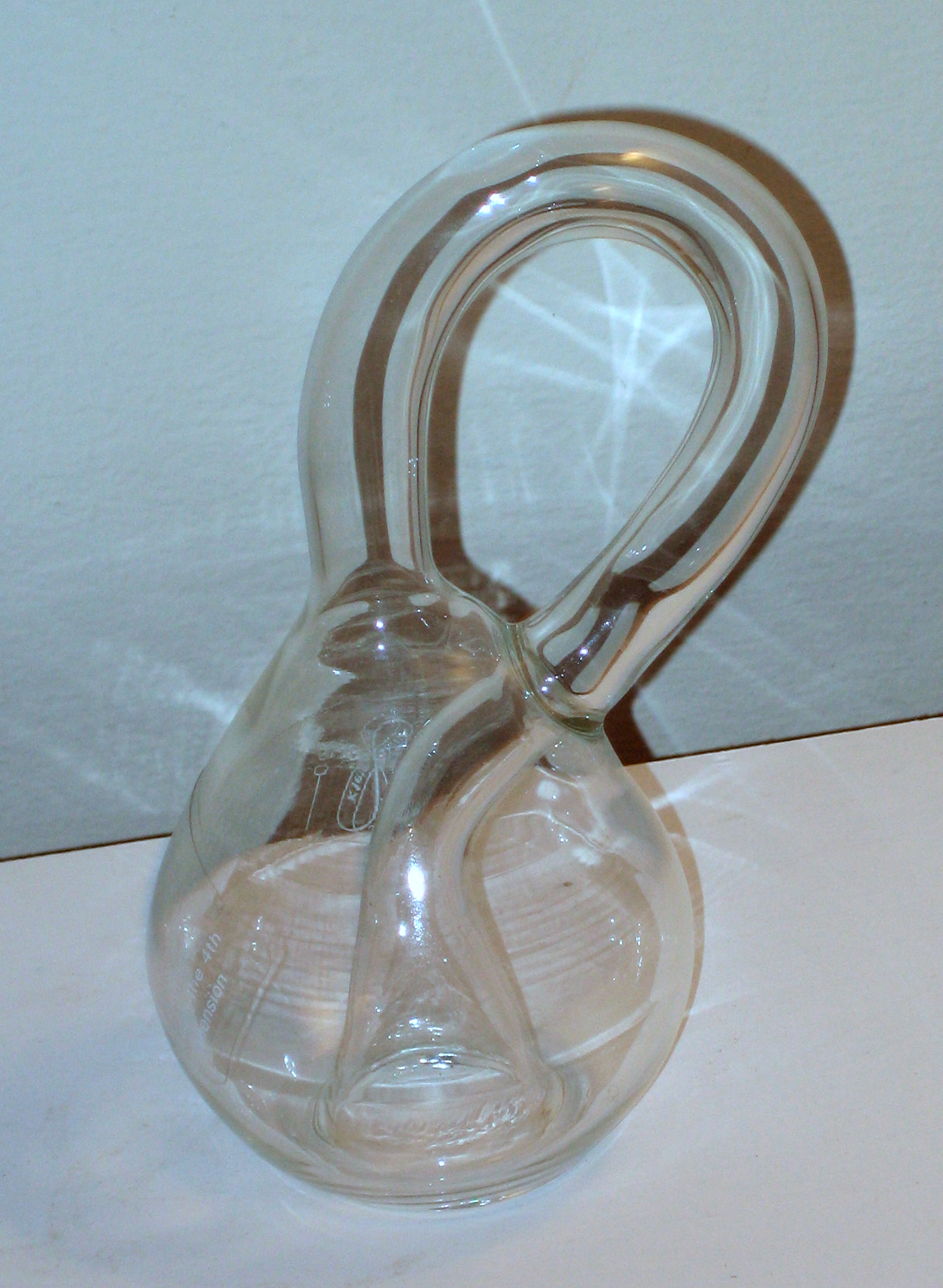
Bottiglia di Klein in vetro

L'immersione a "figura 8" della bottiglia di Klein ha una parametrizzazione abbastanza semplice:
{\displaystyle {\begin{cases}x=\left(r+\cos {\frac {u}{2}}\sin v-\sin {\frac {u}{2}}\sin 2v\right)\cos u\\y=\left(r+\cos {\frac {u}{2}}\sin v-\sin {\frac {u}{2}}\sin 2v\right)\sin u\\z=\sin {\frac {u}{2}}\sin v+\cos {\frac {u}{2}}\sin 2v,\end{cases}}\quad \quad (u,v)\in [0,2\pi )\times [0,2\pi ),\quad r>1,25.}
In questa immersione, la circonferenza di auto-intersezione (ottenuta per {\displaystyle \sin v=0}) è una circonferenza di raggio {\displaystyle r} nel piano {\displaystyle xy}. Il parametro {\displaystyle u} esprime l'angolo nel piano {\displaystyle xy}, e {\displaystyle v} specifica la posizione sulla sezione a forma di 8.

## Costruzione geometrica
Si consideri la "figura 8" avente parametrizzazione {\displaystyle (\sin v,0,\sin 2v)} con {\displaystyle v\in [0,2\pi )}. 
Ruotiamo tale curva in senso orario attorno all'asse delle {\displaystyle y}:
{\displaystyle {\begin{pmatrix}\cos {\frac {u}{2}}&0&-\sin {\frac {u}{2}}\\0&1&0\\\sin {\frac {u}{2}}&0&\cos {\frac {u}{2}}\end{pmatrix}}{\begin{pmatrix}\sin v\\0\\\sin 2v\end{pmatrix}}={\begin{pmatrix}\sin v\cos {\frac {u}{2}}-\sin {\frac {u}{2}}\sin 2v\\0\\\sin {\frac {u}{2}}\sin v+\cos {\frac {u}{2}}\sin 2v\end{pmatrix}},\quad u\in [0,2\pi ).}
Trasliamo lungo l'asse {\displaystyle x}:
{\displaystyle {\begin{pmatrix}\sin v\cos {\frac {u}{2}}-\sin {\frac {u}{2}}\sin 2v\\0\\\sin {\frac {u}{2}}\sin v+\cos {\frac {u}{2}}\sin 2v\end{pmatrix}}+{\begin{pmatrix}r\\0\\0\end{pmatrix}}={\begin{pmatrix}r+\sin v\cos {\frac {u}{2}}-\sin {\frac {u}{2}}\sin 2v\\0\\\sin {\frac {u}{2}}\sin v+\cos {\frac {u}{2}}\sin 2v\end{pmatrix}},\quad r>1,25.}
Eseguiamo una rotazione antioraria attorno all'asse {\displaystyle z} con velocità angolare doppia rispetto alla precedente:
{\displaystyle {\begin{pmatrix}\cos u&-\sin u&0\\\sin u&\cos u&0\\0&0&1\end{pmatrix}}{\begin{pmatrix}r+\sin v\cos {\frac {u}{2}}-\sin {\frac {u}{2}}\sin 2v\\0\\\sin {\frac {u}{2}}\sin v+\cos {\frac {u}{2}}\sin 2v\end{pmatrix}}={\begin{pmatrix}(r+\sin v\cos {\frac {u}{2}}-\sin {\frac {u}{2}}\sin 2v)\cos u\\(r+\sin v\cos {\frac {u}{2}}-\sin {\frac {u}{2}}\sin 2v)\sin u\\\sin {\frac {u}{2}}\sin v+\cos {\frac {u}{2}}\sin 2v\end{pmatrix}}.}